# Coccophagus propodealis
Coccophagus propodealis is een vliesvleugelig insect uit de familie Aphelinidae. De wetenschappelijke naam is voor het eerst geldig gepubliceerd in 2004 door Myartseva.